# Randleman
Randleman is een plaats (city) in de Amerikaanse staat North Carolina, en valt bestuurlijk gezien onder Randolph County.

## Demografie
Bij de volkstelling in 2000 werd het aantal inwoners vastgesteld op 3557.
In 2006 is het aantal inwoners door het United States Census Bureau geschat op 3690, een stijging van 133 (3.7%).

## Geografie
Volgens het United States Census Bureau beslaat de plaats een oppervlakte van
9,3 km², waarvan 9,2 km² land en 0,1 km² water. Randleman ligt op ongeveer 241 m boven zeeniveau.

## Plaatsen in de nabije omgeving
De onderstaande figuur toont nabijgelegen plaatsen in een straal van 20 km rond Randleman.